# Sugar Creek, Wisconsin
Sugar Creek là một thị trấn thuộc quận Walworth, tiểu bang Wisconsin, Hoa Kỳ. Năm 2010, dân số của thị trấn này là 3.795 người.